# Uhm Jung Hwa 2
Uhm Jung Hwa 2 — второй студийный альбом южнокорейской певицы и актрисы Ом Чон Хвы. Был выпущен в январе 1996 года лейблом Samsung.

## Список композиций
| №                   | Название                  | Длительность |
| ------------------- | ------------------------- | ------------ |
| 1.                  | «사랑갈등»                | 3:34         |
| 2.                  | «하늘만 허락한 사랑»      | 3:52         |
| 3.                  | «슬픈 기대»               | 3:33         |
| 4.                  | «인과응보»                | 3:46         |
| 5.                  | «밀회»                    | 3:51         |
| 6.                  | «프리마돈나의 사랑»       | 4:52         |
| 7.                  | «마지막 유혹»             | 4:07         |
| 8.                  | «사랑에 국경도 없지 않다» | 4:05         |
| 9.                  | «대답»                    | 3:53         |
| Общая длительность: | Общая длительность:       | 35:59        |